# Académicos de Guadalajara
Académicos de Guadalajara ist die über weite Strecken und zuletzt wieder verwendete Bezeichnung einer ehemaligen mexikanischen Fußballmannschaft, die als Filialteam des in Guadalajara beheimateten Erstligavereins Club Atlas ins Leben gerufen worden war.

## Vierte Liga
Die Zorritos (span. für Füchslein), wie das B-Team des Club Atlas in Anlehnung an den Spitznamen des Muttervereins (Zorros, dt. Füchse) auch genannt wurde, begannen ihren Spielbetrieb in der viertklassigen Tercera División. Zunächst ohne Absicht auf den Aufstieg in eine höhere Spielklasse, nahm die Mannschaft (wie seinerzeit bei vielen Filialteams üblich) am Campeonato de Filiales teil und gewann dieses in der Saison 1997/98. Anschließend folgte der Umstieg in das aufstiegsberechtigte Campeonato de Ascenso, das die Mannschaft im Winter 2001 (Hinrunde der Saison 2001/02) gewann.

## Dritte Liga
Mit Beginn der Saison 2002/03 waren die „zorritos“ in der drittklassigen Segunda División vertreten, die sie im dritten Jahr ihrer Teilnahme sowohl in der Clausura 2004 als auch in der anschließenden Apertura 2005 gewannen und somit beide Turniere der Saison 2004/05 zu ihren Gunsten entschieden.

## Zweite Liga
Durch diesen Erfolg stiegen die „zorritos“ in die zweitklassige Primera División 'A' auf, in der sie während der letzten vier Jahre des Bestehens dieser Liga mitwirkten, bis diese in die Liga de Ascenso umgewandelt und mit einem veränderten Konzept ausgestattet wurde. In diesen vier Jahren wechselte die Mannschaft in jährlichem Rhythmus ihren Standort.

### Coyotes de Sonora
Zunächst spielte sie in der Saison 2005/06 unter der Bezeichnung Coyotes de Sonora und schlug ihr Quartier in Hermosillo, der Hauptstadt des Bundesstaates Sonora auf. Unter diesem Namen absolvierte sie in der Apertura 2005 zugleich die erfolgreichste Spielzeit ihrer vierjährigen Zugehörigkeit zur zweiten Liga und drang bis ins Halbfinale der Liguilla vor, wo sie dem späteren Turniersieger Puebla FC (2:1 und 0:1) nur aufgrund der in der Liga weniger erzielten Punkte (32 gegenüber 33) unterlag.

### Académicos de Zapotlanejo
Vor der Saison 2006/07 kehrten die „zorritos“ in den Bundesstaat Jalisco zurück und ließen sich in der nördlich von Guadalajara gelegenen Stadt Zapotlanejo nieder, wo sie wieder unter ihrem ursprünglichen Namen „Académicos“ auftraten. In der Clausura 2007 absolvierten sie die schlechteste Zweitligaspielzeit ihrer Geschichte und brachten es in 17 Spielen auf gerade mal zehn Punkte.

### Académicos de Tonalá
In der Saison 2007/08 war die Mannschaft in Tonalá beheimatet und erreichte in der Apertura 2007 noch einmal die Liguilla, wo sie im Viertelfinale mit 1:1 und 0:3 gegen die Dorados de Sinaloa unterlag.

### Académicos de Guadalajara
Vor der Saison 2008/09 kehrten der Verein nach Guadalajara zurück und konnten gerade mal vier ihrer 32 Spiele gewinnen, erreichten 15 Remis. In ihrem letzten Zweitliga-Turnier, der Clausura 2009, konnten sie nur eine ihrer 16 Begegnungen gewinnen. Dieser Sieg gelang erst am letzten Spieltag mit 3:0 gegen die Rayados 1A, das Filialteam des CF Monterrey.

## Erfolge
- Meister der Segunda División: Apertura 2004, Clausura 2005
- Meister der Tercera División: 1997/98, Invierno 2001

## Bekannte Spieler
- Mauricio Romero
- Miguel Zepeda